# Hongqiao Xiang (socken i Kina)
Hongqiao Xiang (kinesiska: 红桥, 红桥乡) är en socken i Kina. Den ligger i provinsen Yunnan, i den sydvästra delen av landet, omkring 320 kilometer nordväst om provinshuvudstaden Kunming. Antalet invånare är 20 060. Befolkningen består av 9 682 kvinnor och 10 378 män. Barn under 15 år utgör 24,0 %, vuxna 15-64 år 68 %, och äldre över 65 år 6,0 %.
Genomsnittlig årsnederbörd är 978 millimeter. Den regnigaste månaden är juli, med i genomsnitt 335 mm nederbörd, och den torraste är november, med 1 mm nederbörd.